# Chris Gronkowski
Christopher Ramon Gronkowski (Buffalo, 26 novembre 1986) è un ex giocatore di football americano statunitense che ha militato nel ruolo di fullback per i San Diego Chargers della National Football League. Al college ha giocato a football all'Università dell'Arizona.

## Carriera professionistica

### Dallas Cowboys
Dopo non essere stato scelto nel Draft NFL 2010, Gronkowski firmò coi Dallas Cowboys. Debuttò come professionista il 19 settembre 2010, segnando un touchdown su un passaggio da una yard di Tony Romo. La sua stagione da rookie si concluse con 14 presenze, di cui 7 come titolare.

### Indianapolis Colts
Il 4 settembre 2011, Chris passò ai Colts, disputando in quella stagione 7 partite, nessuna delle quali come titolare.

### Denver Broncos
Il 23 maggio 2012, Gronkowski fu scambiato coi Denver Broncos per Cassius Vaughn. Nella stagione 2012 disputò 14 partite, nessuna come titolare, ricevendo un passaggio da 11 yard.

### San Diego Chargers
Il 23 aprile 2013, Gronkowski firmò un contratto coi San Diego Chargers.

## Statistiche
| Yard ricevute          | 46 |
| Touchdown su ricezione | 1  |

Statistiche aggiornate alla stagione 2012

## Famiglia
È il fratello maggiore di Rob Gronkowski, tight end dei Tampa Bay Buccaneers.